# 代門科韋
48°54′2″N 39°3′7″E / 48.90056°N 39.05194°E
代门科韋（烏克蘭語：Деменкове）是位於烏克蘭東部的村莊，由盧甘斯克州夏斯季耶区的新艾達爾市鎮負責管轄。該村始建於1957年，面積0.52平方公里，海拔高度41米，2001年人口105，人口密度每平方公里201.9人。